# Neufahrn in Niederbayern
Pour les articles homonymes, voir Neufahrn.
Neufahrn in Niederbayern (« Neufahrn en Basse-Bavière », appelée ainsi pour la différencier de Neufahrn bei Freising), est une commune allemande d'environ 3800 habitants. 

## Jumelage
Broons (France)